# Assidat zgougou
Assidat zgougou er en tunesisk og tyrkisk dessertcreme, der mest består af ristede pinjekerner, mel, sukker, mælk og æg. Det er almindeligt at udveksle rigt pyntede skåle med assidat zgougou ved den muslimske højtid Mawlid.